# Малиновка (Ардатовський район)
Малиновка (рос. Малиновка) — присілок в Росії у складі Ардатовського району Нижньогородської області. Входить до складу Хрипуновської сільської ради.

## Населення
| 1999 | 2002 | 2010 |
| ---- | ---- | ---- |
| 9    | ↗17  | ↘0   |